# Jetta (марка)
Jetta — торговая марка, учреждённая компаниями Volkswagen Group и FAW в 2019 году. Наиболее известный автомобиль: Jetta VA3.

## История
Компания Jetta была основана 26 февраля 2019 года президентом Харальдом Мюллером. В первой половине 2020 года было продано 67600 автомобилей Jetta. В мае 2020 года Мюллер утверждал, что за пределами Китая симпатизируют марке Jetta. С августа 2020 года автомобили марки Jetta экспортируются в другие страны.

## Модельный ряд
Модельный ряд автомобилей Jetta состоит из седана Jetta VA3 и кроссоверов Jetta VS5 и Jetta VS7, разработанных в Германии.
Автомобиль Jetta VA3 является модификацией Volkswagen Jetta, выпускаемой на той же платформе, что и SEAT Toledo. Базовыми моделями для кроссоверов Jetta VS5 и Jetta VS7 стали SEAT Ateca, Škoda Karoq и Volkswagen Tharu.

## На рынке России
С 2023 года автомобили Jetta поставлялись в Россию по схеме параллельного импорта, официально на рынок России бренд вышел в 2024 году, с тремя моделями: летом начаты продажи седана VA3, осенью кроссоверов VS5 и VS7, за 2024 году было реализовано 4 298 автомобилей марки Jetta, что на 20,8% меньше, чем годом ранее.

## Галерея

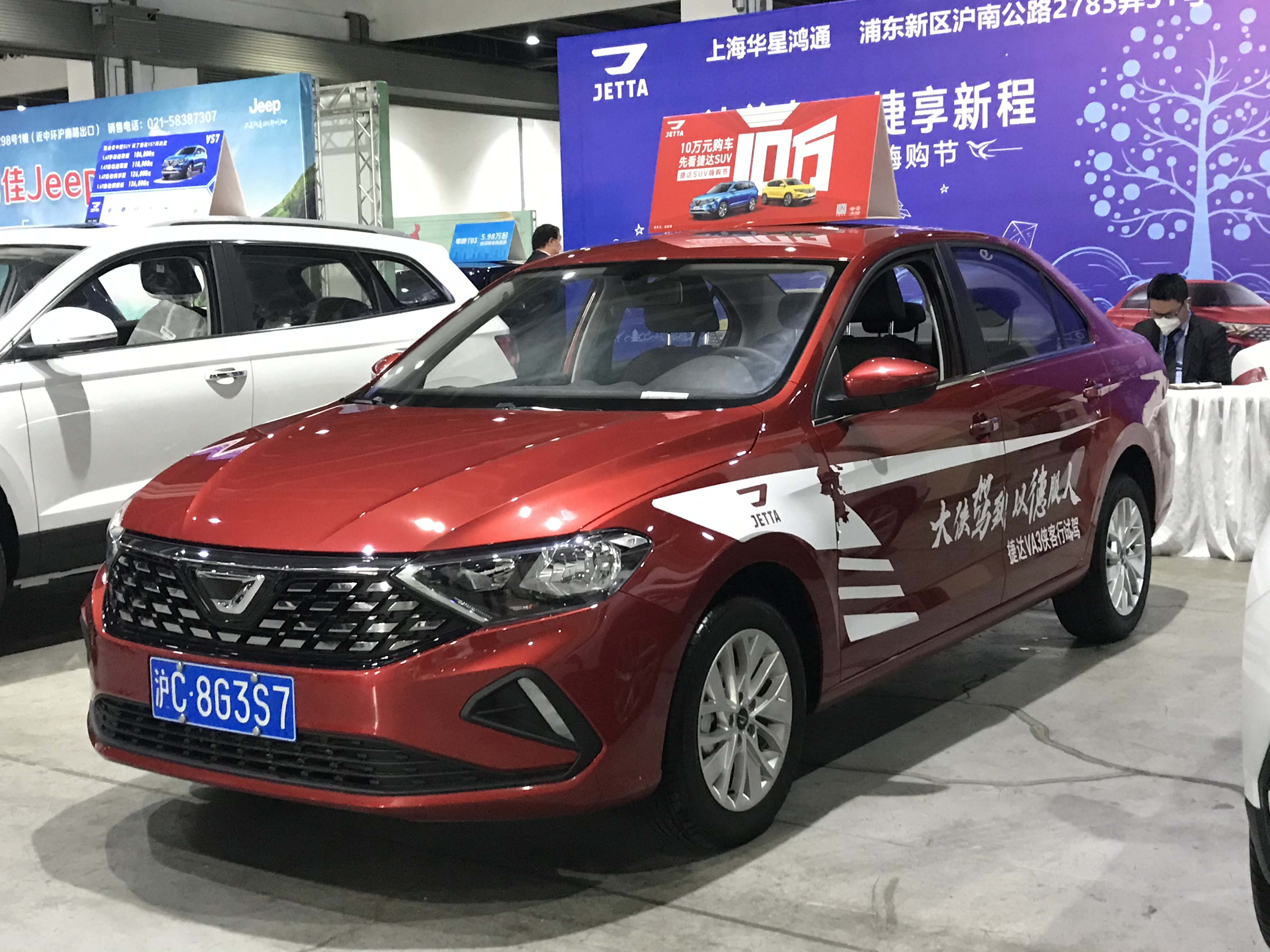
Jetta VA3
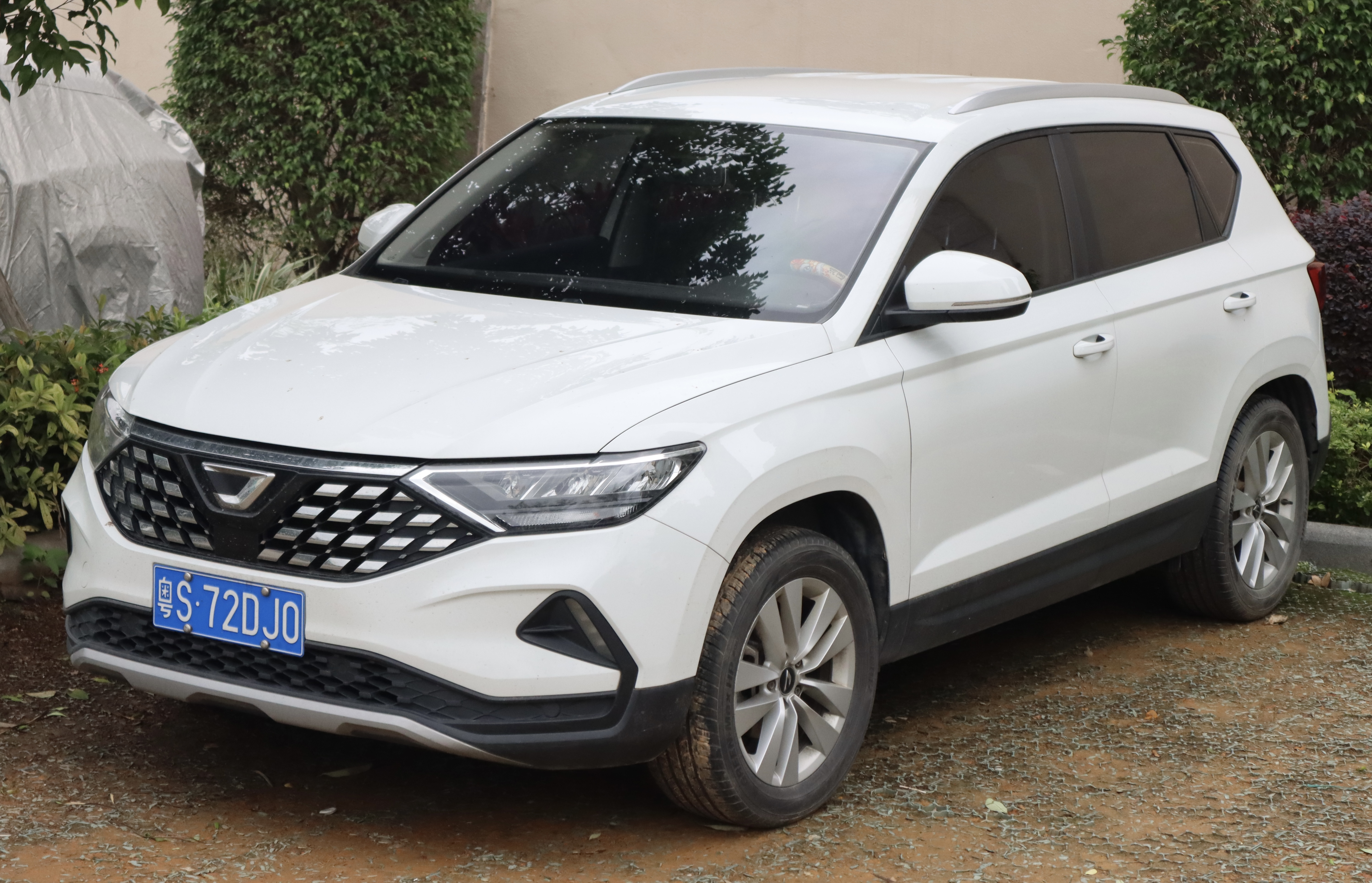
Jetta VS5
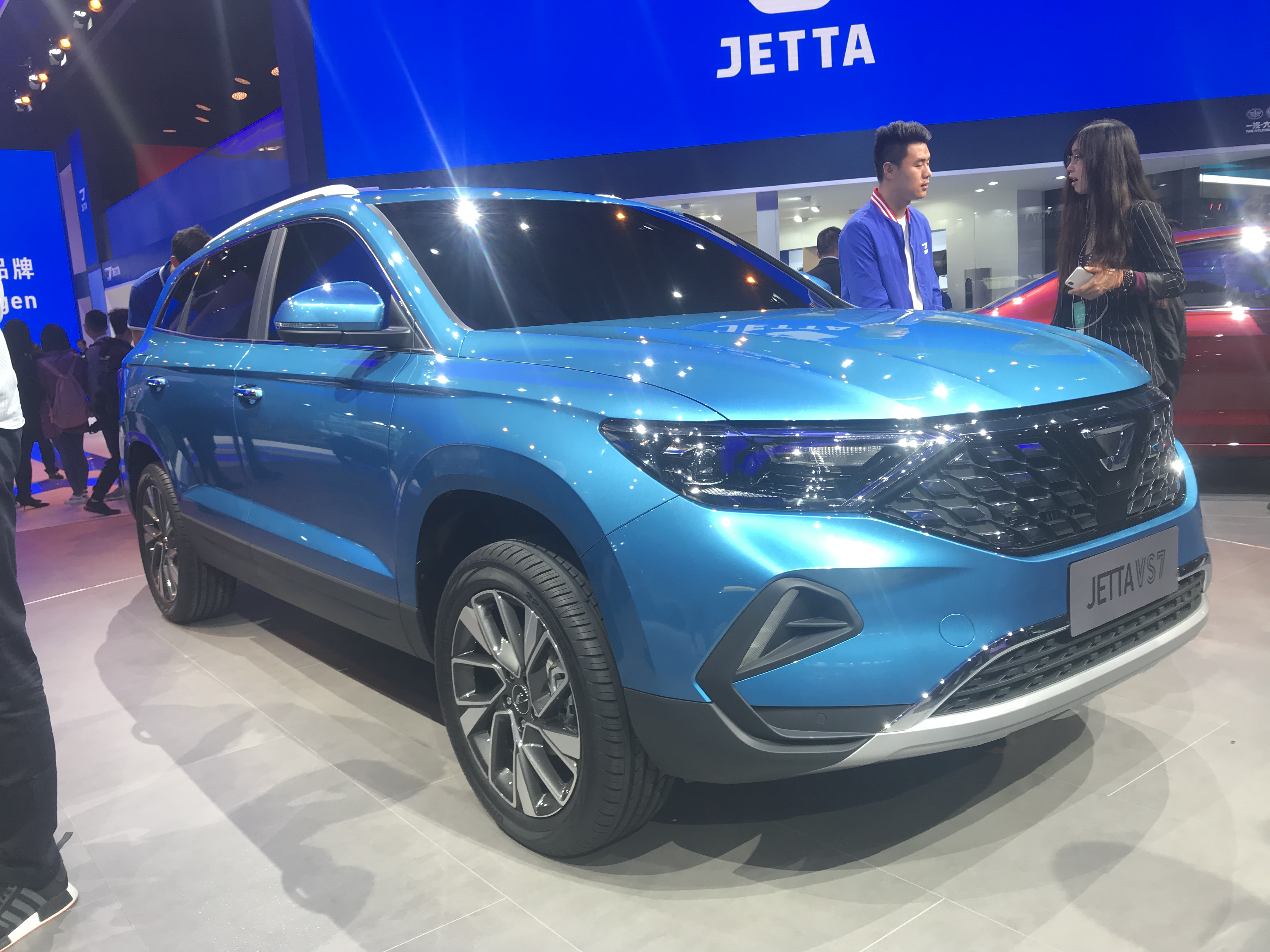
Jetta VS7